# Gonomyia (Leiponeura) anxia
Gonomyia (Leiponeura) anxia is een tweevleugelige uit de familie steltmuggen (Limoniidae). De soort komt voor in het Oriëntaals gebied.